# Arnoldusglocke

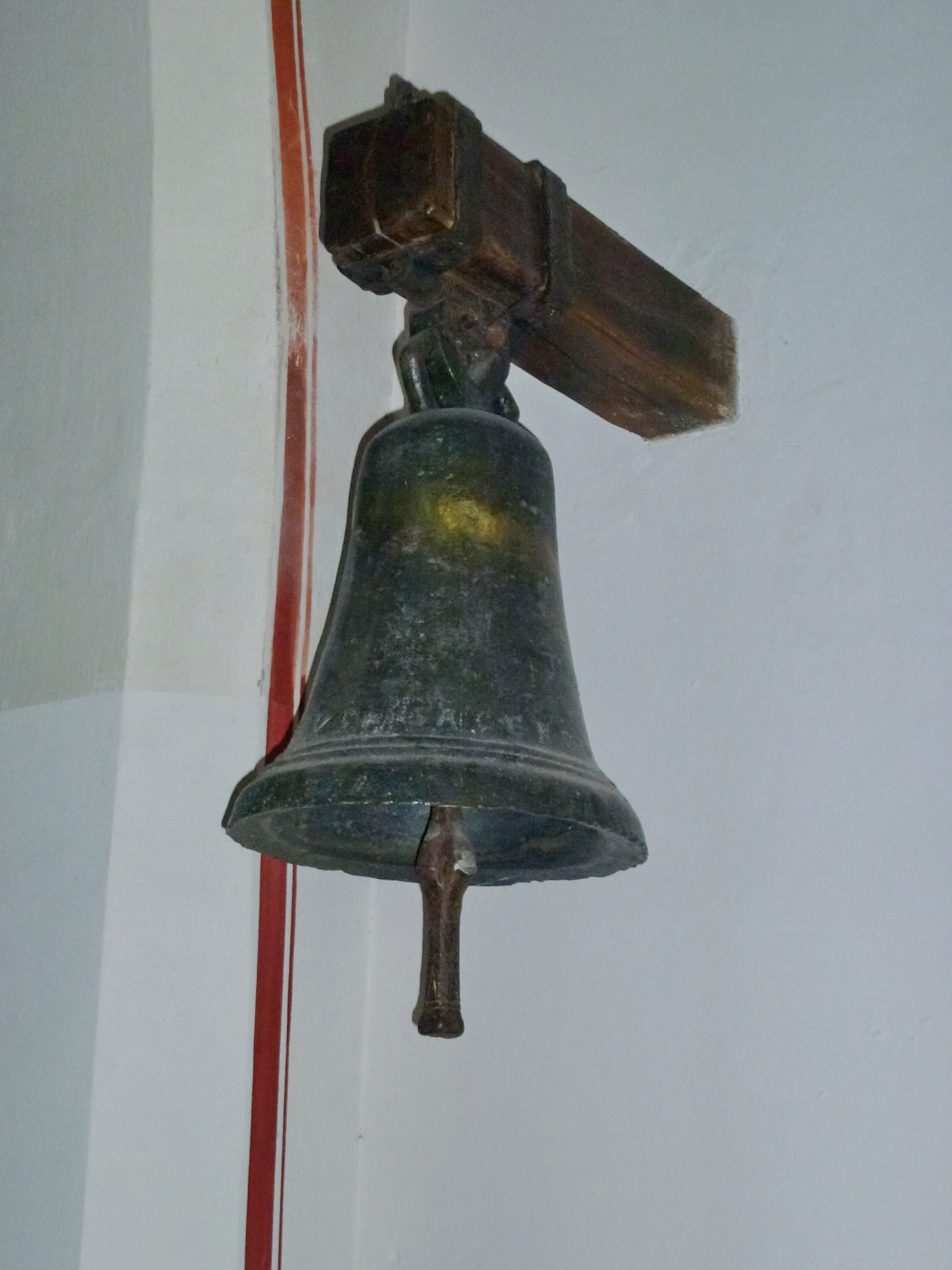
Arnoldusglocke

Die Arnoldusglocke aus dem 12. Jahrhundert in der Pfarrkirche St. Vitus in Gilching ist eine der ältesten datierbaren Glocken in Bayern.

## Geschichte
Die Glocke wurde wohl von dem in der zweiten Hälfte des 12. Jahrhunderts in Gilching wirkenden Priester Arnold von Gilching gestiftet. Nachdem sie lange Zeit verschollen war, wurde sie um 1835 beim Klingelberg zwischen Steinlach und Rottenried gefunden. Der Sage nach wurde die Glocke beim Pflügen von einem Stier mit den Hörnern aus der Erde gehoben. Tatsächlich wurde die Glocke jedoch vermutlich in einer Burg oder einem Frauenkloster verwendet, das sich dort eventuell befunden hat. Wiedergefunden wurde sie wohl, als aus der Ruine später Baumaterial gewonnen wurde. Eventuell ist sie aber auch im Zuge des Dreißigjährigen Kriegs vergraben worden. Die zunächst im Glockenstuhl der Kirche St. Vitus in Gilching aufgehängte Glocke zersprang während des Fronleichnamsfests 1913 in drei Teile und wurde 1926 vom Glockengießer Hans Lachenmeyer aus Nördlingen repariert. Während des Zweiten Weltkriegs wurde sie aus dem Turm in den Kirchenraum verbracht und überstand so einen Bombenangriff, der dazu führte, dass der Turm samt Glockenstuhl ausbrannte. Sie dient heute als Messglocke.

## Beschreibung
Die knapp 50 cm hohe Glocke ist in St. Vitus seitlich am Chorbogen angebracht und hat, von der Ausweitung ihrer Ränder abgesehen, etwa die Form eines Zuckerhuts. Romanische Majuskeln bilden die Inschrift Me fundi fecit Arnoldus sacerdos de Giltekin, die ersten drei Wörter in Spiegelschrift. Eine zweite Inschrift nennt die vier Evangelisten.

## Stifter
Die Stifterinschrift lässt auf den adeligen Priester Arnold von Gilching aus der Sippe der Grafen von Gilching schließen, der zwischen 1162 und 1194 nachweisbar ist. Laut den Freisinger und Pollinger Urkunden soll er gemeinsam mit seinem Bruder Wernher ein Drittel seines Besitzes in Gilching an das Kloster zu Polling vermacht haben.

## Die Glocke als Namensgeber

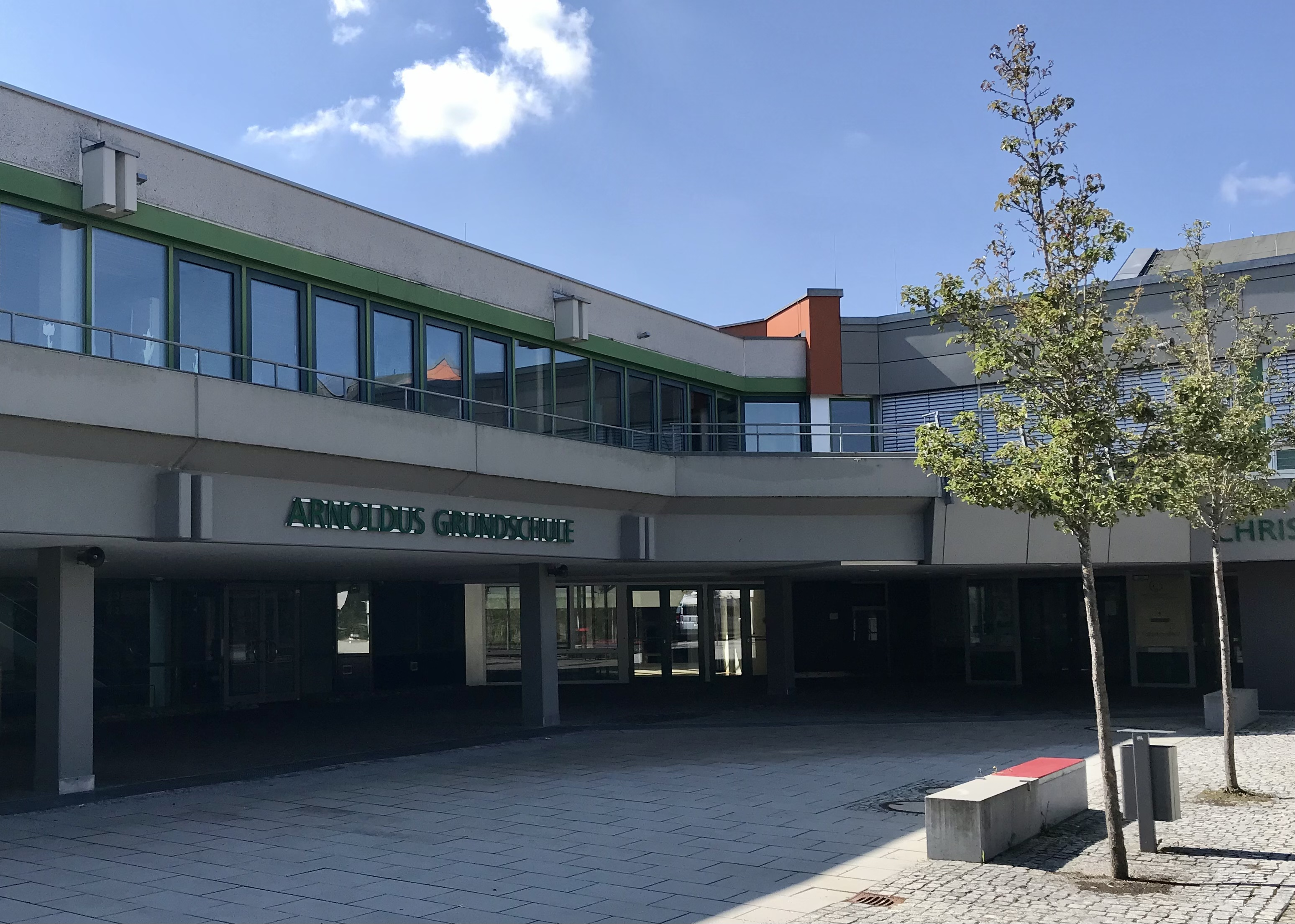
Die Arnoldus Grundschule in Gilching ist nach der Arnoldusglocke benannt

Als Ergebnis eines Preisausschreibens, an dem sich alle Einwohner beteiligen konnten, ist seit 1952 die Arnoldusglocke auf dem Gilchinger Wappen dargestellt. 1993 wurde die heutige Arnoldus Grundschule in Gilching nach der Glocke benannt. In Gilching gibt es zudem eine Arnoldusstraße.